# Pers Erik Olsson
Pers Erik Olsson, född 9 november 1912 på Persollasgården i Östbjörka, Rättvik, Dalarna, död 7 maj 1983, var en svensk fiolspelman. Han var son till spelmannen Pers Olof Andersson (1865–1947) och far till spelmannen Pers Hans Olsson (1942–2020).
Pers Erik lärde sig spela fiol av fadern Pers Olle och hade även låtar efter dennes spelkamrater Lassas Hans och Homman Jon, liksom efter brodern Pers Olof Vilhelm. Andra spelkamrater var Påhl Olle, Tjäder Jonas i Boda, Päckos Helmer och Päkkos Gustaf i Bingsjö. Påhl Olle beskriver hans spel som kraftfullt, men rent och vackert. Han ville gärna spela polskorna så de blev sångbara.
I sitt yrkesliv arbetade han i skogen åt olika bolag, och många år också på Kullsbergs kalkbruk.
Hans mest kända komposition är förmodligen Låt till far. Den skrevs 1965 när hans far Pers Olof skulle ha fyllt 100 år. Andra kända låtar är Ombyggnadspolskan, Trappvalsen, polskorna Som förr och Rent vatten, Östbjörka gånglåt med flera.
Han blev riksspelman 1965 och tilldelades Zornmärket i guld 1976.

## Diskografi
- 1969. Audiatur et Altera Pars. 3 låtar med sonen Pers Hans. BOAB 02[4]
- 1974. Låtar från Östbjörka. 7 låtar med sonen Pers Hans. SR Records RELP 1206. Återutgiven 1996 på Låtar från Rättvik, Boda & Bingsjö. Caprice CAP 22044[4]